# Joan Casals i Clotet
Joan Casals i Clotet  (Terrassa, Vallès Occidental, 10 de juny de 1945) és un músic i organista català.

## Formació
El 1954 ingressa a l'Escolania de Montserrat, on estudia amb Ireneu Segarra i Malla, Cassià Just i Odiló Maria Planàs i Mas. Completà estudis musicals als Conservatoris de Terrassa i Barcelona. Fou deixeble de l'organista Montserrat Torrent i Serra, i acaba els estudis d'orgue amb Matrícula d'Honor. També estudiar direcció coral amb els mestres Enric Ribó, Philippe Caillard, Pierre Cao i Michel Corboz.

## Càrrecs
De 1966 a 2006 ha estat director del Cor Montserrat de les Joventuts Musicals de Terrassa, del qual fou també fundador. Des de 1965 és titular dels orgues i responsable musical de la Catedral Basílica del Sant Esperit de Terrassa i des de 1975 és professor titular de la Universitat Autònoma de Barcelona. També ha estat fundador i primer president de l'Associació Catalana de l'Orgue (1992-1996) i de l'Escola de Pedagogia Musical.

## Com a concertista
Habitualment pren part en el cicle Els orgues de Catalunya i ha acompanyat a l'Escolania de Montserrat en concerts arreu del món. Com a organista baix continu o solista ha actuat amb l'Orquestra Simfònica de Barcelona i Nacional de Catalunya, l'Orquestra Nacional d'Espanya, la Camerata Mediterrània, l'Orquestra de Cambra de l'Empordà, l'Orquestra de Cambra Terrassa 48 i l'Orquestra Nacional de Cambra d'Andorra, entre d'altres. Com a director ha estat convidat a dirigir nombrosos aplecs corals i altres manifestacions col·lectives, tant al Principat com a les Balears, i ha col·laborat estretament amb la Federació Catalana d'Entitats Corals, Grups Juvenils de Catalunya i del Secretariat de Corals Infantils de Catalunya.
També ha enregistrat actuacions al programa Catalunya Música i per a Radio Nacional de España.

## Guardons
- L'any 1979 va ser nomenat Terrassenc de l'Any[4]
- El 2009 va ser guardonat amb el Premi d'Actuació Cívica atorgat per la Fundació Lluís Carulla.

## Obres
- Obres per a orgue de compositors catalans del s.XX, (CD) enregistrat a l'Orgue Tepati de la Parròquia de Berga